# Santo Antônio do Pinhal
Santo Antônio do Pinhal est une municipalité brésilienne de l'État de São Paulo et la Microrégion de Campos do Jordão.